# 普維斯撞擊坑
25°12′S 271°24′W / 25.2°S 271.4°W

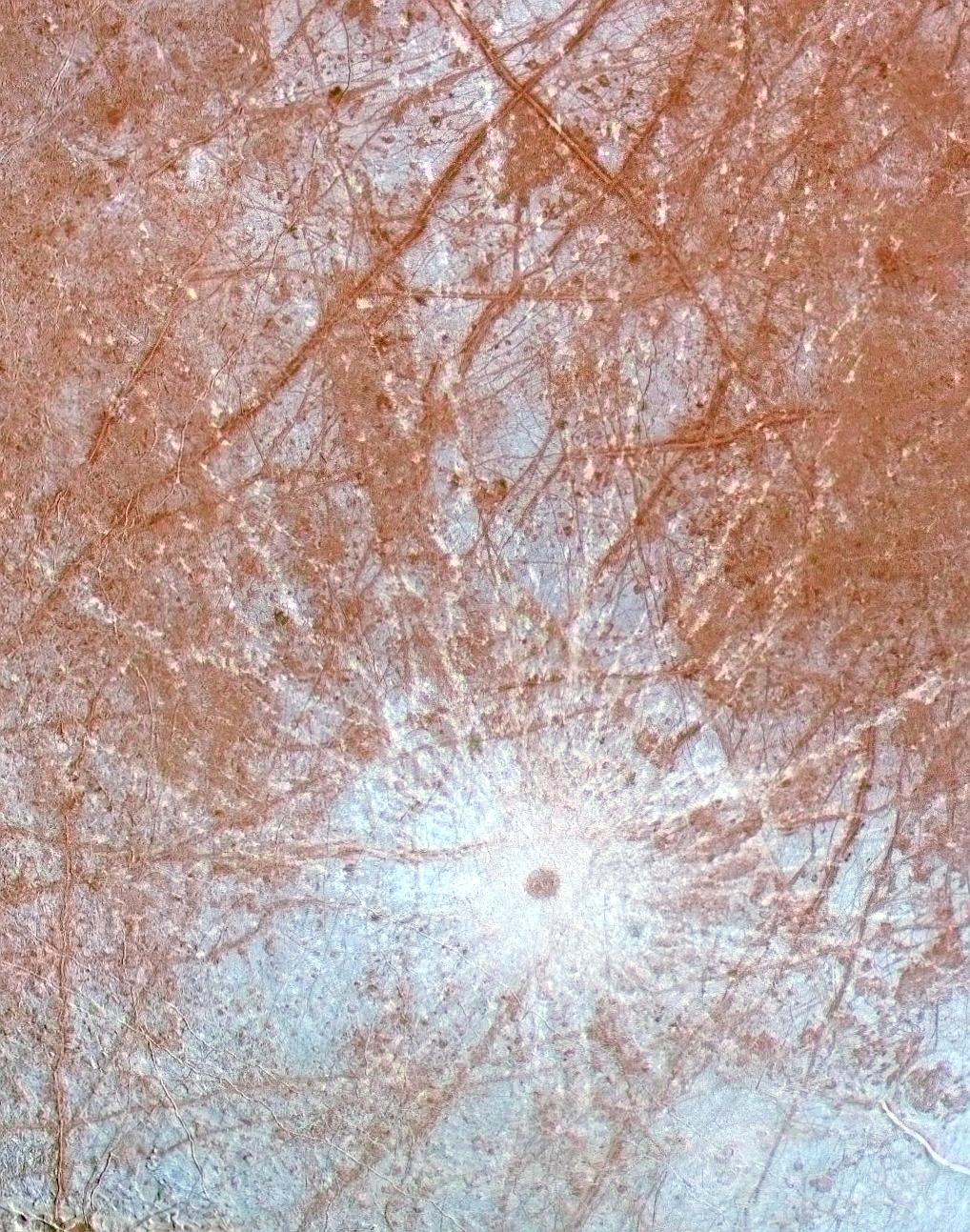
來自伽利略号探测器拍攝的彩色影像和黑白高解析度影像合成圖。本圖是為了顯示來自影像有方的太陽光將影像下方的撞擊坑照亮狀況。康納馬拉混沌位於接近頂部的X型結構下方。

普維斯撞擊坑（Pwyll）是一個木星衛星木衛二上的撞擊坑，被認為是木衛二上最年輕的地理特徵之一。它的名稱由來自威爾斯神話中的普維斯。
普維斯撞擊坑中央區域可見到暗色區域，直徑約26公里。而撞擊噴發物組成的亮白色放射狀地形則自撞擊點向外噴出數百公里。這些白色的噴發物明顯將木衛二表面其他物體覆蓋，代表普維斯撞擊坑比其他周圍的地理特徵年輕。而亮白色物質一般認為是由水冰組成。

## 外部連結
- Planetary Photojournal image page （页面存档备份，存于）
- more images （页面存档备份，存于）